# Joske Van Santberghe
Josée (Joske) Van Santberghe (8 augustus 1949) is een voormalige Belgische atlete, die was gespecialiseerd in het veldlopen. Zij nam tweemaal deel aan de wereldkampioenschappen veldlopen en behaalde in 1973 een bronzen medaille. Ze veroverde op twee verschillende onderdelen vijf Belgische titels. 

## Biografie
Joske Van Santberghe werd in 1970 tweede op het allereerste Belgisch kampioenschap veldlopen voor vrouwen. De volgende vier jaar werd ze Belgisch kampioene. Ze nam ook deel aan de eerste twee wereldkampioenschappen veldlopen. In Waregem veroverde ze in 1973 een bronzen medaille, voorlopig nog altijd de enige medaille voor de Belgische veldloopsters. In 1971 behaalde ze de Belgische titel op de 1500 m.
In 1972 huwde Van Santberghe met veldloopkampioen Eric De Beck.

### Clubs
Joske Van Santberghe  was aangesloten bij Daring Club Leuven.

## Belgische kampioenschappen
| Onderdeel | Jaar                   |
| --------- | ---------------------- |
| 1500 m    | 1971                   |
| veldlopen | 1971, 1972, 1973, 1974 |

## Palmares

### 1500 m
- 1971:  BK AC – 4.33,3

### veldlopen
- 1970:  BK AC in Vilvoorde
- 1971:  BK AC in Vilvoorde
- 1971: 4e Landencross in Cambridge
- 1972:  BK AC in Vilvoorde
- 1973:  BK AC in Vilvoorde
- 1973:  WK in Waregem
- 1974:  BK AC in Vilvoorde
- 1974: 11e WK in Monza